# Abū Salama ibn ʿAbd al-Asad
Abū Salama ibn ʿAbd al-Asad (arabisch أبو سلمة بن عبد الأسد, DMG Abū Salama b. ʿAbd al-Asad; † 625) war einer der ersten Muslime und nahm an der kleinen Auswanderung nach Abessinien teil.
Er war verheiratet mit Umm Salama, einer späteren Frau des Propheten Mohammeds. Als er und seine Frau vom Exil zurückkehrten, mussten sie schließlich große Schwierigkeiten seitens der Quraisch in Mekka ertragen.
Er starb bei der Schlacht von Uhud.
| Personendaten    | Personendaten                                   |
| ---------------- | ----------------------------------------------- |
| NAME             | Abū Salama ibn ʿAbd al-Asad                     |
| ALTERNATIVNAMEN  | Abu Salama; Abu Salama Abdallah ibn Abd al-Asad |
| KURZBESCHREIBUNG | Zeitgenosse Muhammads                           |
| GEBURTSDATUM     | 6. Jahrhundert oder 7. Jahrhundert              |
| STERBEDATUM      | 625                                             |